# 夢の続き (古内東子のアルバム)
『夢の続き』（ゆめのつづき）は古内東子17枚目のアルバム。2012年3月14日、tearbridge recordsよりリリース。

## 解説
CD+DVDの2枚組と、CD+LIVE CD+DVD3枚組の2形態で発売。 
LIVE CDは「The Piano Night 2011 at COTTON CLUB」の音源を収録。 
DVDは「時間を止めて」MV&メイキング映像、「The Piano Night 2011 at COTTON CLUB」スペシャル映像を収録。 

## 収録曲

### CD1
1. 笑顔
2. 夢の続き
3. 冬の終わり
4. ここまで来るために
5. 時間を止めて
6. 流れ星
7. ずっと探してた
8. あの部屋に帰ろう
9. 何も言わずにさよならを
10. コンパス
11. 時間を止めて〜モノクロームヴァーション〜

### CD2（LIVE CD）
1. 太陽
2. 星空
3. 銀座
4. Peach Melba
5. 映画を観よう
6. ここまで来るために
7. 帰る場所はあなた
8. コンパス
9. 誰より好きなのに
10. Beautiful Days

### DVD
1. 時間を止めて (Music Video) (Starring:JUNO)
2. メイキング･オブ 「時間を止めて」
3. The Piano Night 2011 at COTTON CLUB ～Back Stage & Special Interview～